# Thanh Bình (Biên Hòa, Đồng Nai)
Thanh Bình is een phường van Biên Hòa, de hoofdstad van de provincie Đồng Nai.